# 5408 Thé
5408 Thé eller 1232 T-1 är en asteroid i huvudbältet som upptäcktes den 25 mars 1971 av den nederländsk-amerikanske astronomen Tom Gehrels och det nederländska astronomparet Ingrid van Houten-Groeneveld och Cornelis Johannes van Houten vid Palomarobservatoriet. Den är uppkallad efter den indonesiske astronomen Pik-Sin Thé.
Asteroiden har en diameter på ungefär 4 kilometer.